# II. Msztyiszláv kijevi nagyfejedelem
II. Msztyiszláv Izjaszlavics, a keresztségben Theodor (oroszul: Мстислав Изяславич), (1126 – 1170. augusztus 19.) kijevi nagyfejedelem 1167-től 1169-ig.

## Ifjúsága
Msztyiszláv II. Izjaszláv kijevi nagyfejedelem és felesége, a német Agnessa von Staufen legidősebb fia volt. A politikai színtérre 1146-ban, húszévesen lépett ki; apját segítette amikor az letaszította a trónról II. Igor nagyfejedelmet. Izjaszláv ekkor a Perejaszlavli fejedelemséget adományozta neki. 
Apja oldalán végigharcolta az 1140-50-es évek polgárháborúját Jurij Dolgorukij ellen. 1152-ben ő kalauzolta a magyar király által segítségként küldött csapatokat, amelyek a San folyónál megfutamították Jurij szövetségesének, a halicsi Vlagyimir fejedelem seregét.   
1153-ban kétszer is győzelmet aratott a kunok felett, a Dnyeper Oril és Pszol mellékfolyóinál.

## Harca Jurij és Izjaszláv nagyfejedelmekkel

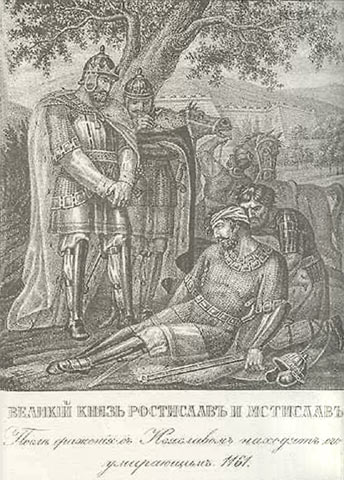
Msztyiszláv és Rosztyiszláv nagybátyja a haldokló Izjaszláv előtt (Borisz Csorikov, 1836)

1154-ben apja meghalt, Msztyiszláv pedig nagybátyja, a szmolenszki Rosztyiszláv trónigényét támogatta Jurij Dolgorukij és a csernyigovi Izjaszláv fejedelem ellenében. Dolgorukij nyomására azonban Rosztyiszláv lemondott Kijevről és Perejaszlavlról, amivel kiváltotta Msztyiszláv elégedetlenségét. Az Izjaszlávval szövetséges kunok támadása miatt azonban kénytelen volt feladni városát és öccséhez költözött Luckba. 
1155-ben Jurij Dolgorukij nagyfejedelem ostrom alá vette Luckot, Msztyiszláv így kénytelen volt Lengyelországba menekülni. A következő évben újabb sereggel tért vissza és elűzte Volhíniából Vlagyimir nagyfejedelmet. Jurij megpróbálta visszavenni a fejedelemséget, de hadjárata nem járt sikerrel. Msztyiszláv ezután szövetségre lépett Rosztyiszláv nagybátyjával és a csernyigovi Izjaszlávval Jurij ellen, akit azonban 1157 elején a kijevi bojárok megmérgeztek. Utóda a nagyfejedelmi trónon Izjaszláv lett. 
Izjaszláv már 1158 végén konfliktusba keveredett a halicsi Jaroszláv herceggel, akinek Msztyiszláv és Rosztyiszláv sietett a segítségére. Izjaszlávot elűzték, és bár a kunok segítségével megpróbálta visszaszerezni hatalmát és rövid időre Kijevet is elfoglalta, végül legyőzték és a Kijevvel szövetséges nomád úzok megölték. Bár Msztyiszláv kétszer is győztesen vonult be Kijevbe, mindkét esetben átadta a trónt Rosztyiszláv nagybátyjának, aki cserébe neki adományozta Belgorodot, Tripoljét és Torcseszket. 

## Nagyfejedelemsége
1167-ben meghalt Rosztyiszláv és a kijeviek Msztyiszlávot hívták meg a trónra, akinek azonban bele kellett egyeznie, hogy Rosztyiszláv fiai megtartsák az egyébként a nagyfejedelem birtokához tartozó Ovrucsot és Visgorodot. 
Nagybátyja, Vlagyimir Msztyiszlavics összeesküvést szervezett a trón megszerzésére és sikerült is maga mellé állítani a kijevi vazallus nomádokat (ún. feketesapkásokat), de Msztyiszláv Visgorod mellett legyőzte őket. 
1168-ban Msztyiszláv összegyűjtötte az orosz csapatokat Kijevből, Csernyigovból, Perejaszlavból, Volhíniából és Turovból és a "Fekete-erdőnél" nagy vereséget mért a kunokra, nagy zsákmányt ejtett és sok orosz foglyot kiszabadított. A győzelem egy részről nagy tekintélyt szerzett Msztyiszlávnak, és a novgorodiak régi fejedelmüket elkergetve az ő fiát, Romant hívták meg a trónra. Más részről viszont hatalmának megerősödése aggodalommal töltötte el a kunokkal gyakran szövetkező novgorod-szeverszki és szuzdali fejedelmeket.
1169-ben Andrej Jurjevics vlagyimiri fejedelem fellázadt és sok orosz herceg támogatásával, hatalmas sereggel Kijevhez vonult. Msztyiszláv a túlerőben levő ellenséggel szemben nem nyerhetett, rövid ostrom után tárgyalásokat kezdett és Volhínia fejében feladta a fővárost. Családját túszként Kijevben kellett hagynia. Az új nagyfejedelem nem Andrej, hanem öccse, Gleb lett. A kijevieknek azonban nem tetszett az új berendezkedés, és amikor hangulatukról Msztyiszláv hírt kapott, a hozzá hű lucki, turovi, halicsi és grodnói fejedelmek támogatásával a főváros alá vonult, amelynek kapuit a helybeliek megnyitották előtte. Gleb a kunokhoz menekült. 
1170 áprilisában Msztyiszláv Volhíniába utazott, hogy elégedetlenkedő szövetségeseivel (elsősorban a halicsiakkal) tárgyaljon és augusztusban Vlagyimir Volinszkijban ismeretlen betegségbe belehalt. Gleb visszatért a kijevi trónra, de a következő évben ő is meghalt (feltehetően a kijeviek megmérgezték).

## Fordítás
- Ez a szócikk részben vagy egészben  a(z)   Мстислав Изяславич (князь киевский) című orosz Wikipédia-szócikk ezen változatának fordításán alapul.  Az eredeti cikk szerkesztőit annak laptörténete sorolja fel. Ez a jelzés csupán a megfogalmazás eredetét és a szerzői jogokat jelzi, nem szolgál a cikkben szereplő információk forrásmegjelöléseként.